# Theo de Raadt
Theo de Raadt, född 19 maj 1968 i Pretoria, Sydafrika, är en programmerare som bor och verkar i Calgary, Alberta, Kanada. 
Han var en av grundarna till NetBSD och grundaren och ledaren för OpenBSD och OpenSSH.